# Serie Mundial Amateur de Béisbol de 1973 (FEMBA)
La XXII Serie Mundial Amateur de Béisbol FEMBA se llevó a cabo en Managua, Nicaragua del 22 de noviembre al 5 de diciembre de 1973. Fue organizado por la Federación Mundial de Béisbol Amateur (FEMBA) paralela con la Serie Mundial Amateur de Béisbol de 1973 (FIBA) debido a la separación de las dos entidades rectoras del béisbol internacional.

## Ronda Única
| Posición | Equipo         | Ganados | Perdidos |
| -------- | -------------- | ------- | -------- |
| 1        | Estados Unidos | 10      | 0        |
| 2        | Nicaragua      | 8       | 2        |
| 3        | Puerto Rico    | 8       | 2        |
| 4        | Colombia       | 7       | 3        |
| 5        | China Taipéi   | 7       | 3        |
| 6        | Canadá         | 4       | 6        |
| 7        | Honduras       | 4       | 6        |
| 8        | Costa Rica     | 3       | 7        |
| 9        | Guatemala      | 3       | 7        |
| 10       | México         | 1       | 9        |
| 11       | Alemania       | 0       | 10       |

| Estados Unidos         |
| Campeón Estados Unidos |
| Primer título          |